# Стокгорн-Арена
Стокгорн-Арена (Stockhorn Arena) — арена, построенная в 2011 году, является домашней ареной на которой выступает футбольный клуб «Тун». Стадион расположен в Швейцарии, городе Тун, на улице «Вестрасше». Данный стадион рассчитан на 10 000 болельщиков. Из-за климатических условий газон данного стадиона является искусственным и его размер составляет 105 x 68 метров.

## История
С 1954 по 2011 год стадион Лахен был родиной швейцарской команды ФК Тун. Однако в начале 2000-х годов Швейцарская футбольная лига утверждала, что старый стадион не отвечает минимальным требованиям, и что он больше не подходит для игры в футбол в высшем дивизионе.
В 2006 году государство отказалось строить стадион за свой счёт.  Генеральный подрядчик HRS предложил финансировать новый стадион с торговым центром в том же районе (Panorama Center), расположенным в 1,8 км к северо-западу от стадиона Лахен. В 2007 году были подписаны контракты, и строительные работы начались весной 2010 года. Новый стадион, который в то время назывался Арена Тун, был официально открыт 9 июля 2011 года.
В феврале 2014 года Arena Thun AG (оператор стадиона) продал права на стадион новому спонсору. Стадион был переименован в Стокгорн-Арена, официальная церемония переименования состоялась 12 апреля 2014 года.